# Американская книжная премия
Америка́нская кни́жная пре́мия (англ. The American Book Award) — американская литературная премия, которая ежегодно удостаивает признания ряд книг и авторов за «выдающиеся литературные достижения». Согласно пресс-релизу присужденных премий 2010 года, это « „писательская“ премия, вручаемая другими писателями», и «в ней нет, ни категорий, ни номинантов, и поэтому, нет проигравших».
Премия находится в ведении фонда Before Columbus Foundation, который основал её в 1978 году и официально ввел в 1980 году, объявив признание восьми изданиям 1979 года. Премия удостаивает почета за выдающееся мастерство в американской литературе, без ограничений по расе, принадлежности к полу, этнического происхождения или жанра. Предыдущие победители включают романистов (прозаиков), социологов, поэтов и историков, таких как, Тони Моррисон (Toni Morrison), Эдвард Саид (Edward Said), Исабель Альенде (Isabel Allende), bell hooks (псевдоним автора Gloria Jean Watkins), Дон Делилло (Don DeLillo), Робин Д. Г. Келли (Robin D.G. Kelley), Джой Харджо (Joy Harjo).

## Информация
В течение семи лет, с 1980 по 1986 гг., было два отдельных этапа становления «Американской книжной премии». Другие периоды, сейчас официально являются одним из этапов истории «Национальной книжной премии» (англ. The National Book Aword).
С 1989 года за «Национальную книжную премию» ответственен Национальный книжный фонд (анг. The National Book Foundation), продолжая её историю с 1949/1950 гг. Частью этой истории является так-называемая «Американская книжная премия». Переименование на «Национальную» состоялось в 1987 году.
«Американская книжная премия» не связана с Американской ассоциацией книготорговцев (анг. The American Booksellers Association). С 1970-х годов эта торговая группа также не связана с «Национальной книжной премией», которую она учредила в 1936 году, и совместно восстановила их, как награды в области книжной индустрии в 1950 году.
С 1988 года вручается специальная медаль «За вклад в американскую литературу» (англ. The National Book Foundation’s Medal for Distinguished Contribution to American Letters). Правом номинировать кандидатов обладают издательства, на премию могут претендовать произведения американских авторов, изданные в США. В каждой номинации создается отдельное жюри, которое выбирает финалистов, а затем победителя.

## 1980—1990

### 1980
- Дуглас Вулф (Douglas Woolf), за «Future preconditional: A collection»
- Эдвард Дорн (Edward Dorn), за «Hello, La Jolla»
- Джейн Кортес (Jayne Cortez), за «Mouth on Paper»
- Лесли Мармон Силко (Leslie Marmon Silko), за «Ceremony»
- Мей-мей Берссенбругге (Mei-mei Berssenbrugge), за «Random Possession»
- Милтон Мураяма (Milton Murayama), за «All I Asking for Is My Body»
- Куинси Троуп (Quincy Troupe), за «Snake Back Solos»
- Рудольфо Анайя (Rudolfo Anaya), за «Tortuga, a novel»

### 1981
- Альта (Alta), за «Shameless Hussy»
- Алан Чонг Лау (Alan Chong Lau), за «Songs for Jadina»
- Бьенвенидо Н. Сантос (Bienvenido N. Santos), за «Scent of Apples: A Collection of Stories»
- Хелен Адам (Helen Adam), за «Turn Again to Me & Other Poems»
- Лайнел Митчелл (Lionel Mitchell), за «Traveling Light»
- Мигель Альгарин (Miguel Algarín), за «On Call»
- Николаса Мор (Nicholasa Mohr), за «Felita»
- Питер Блю Клауд (Peter Blue Cloud), за «Back Then Tomorrow»
- Роберт Келли (Robert Kelly), за «The Time of Voice: Poems 1994—1996»
- Роуз Драклер (Rose Drachler), за «The Choice»
- Сьюзан Хау (Susan Howe), за «The Liberties»
- Тони Кейд Бамбара (Toni Cade Bambara), за «The Salt Eaters»

### 1982
- Аль Янг (Al Young), за «Bodies and Soul»
- Дуэйн Найтум (Duane Niatum), за «Songs for the Harvester of Dreams: Poems»
- Э. Л. Майо (E. L. Mayo), за «Collected Poems E L Mayo»
- Фрэнк Чин (Frank Chin), за «The Chickencoop Chinaman» и «The Year of the Dragon»
- Хилтон Обенцингер (Hilton Obenzinger), за «This Passover or the next, I will never be in Jerusalem»
- Хим Марк Лай (Him Mark Lai), Дженни Лим (Genny Lim), Джуди Янг (Judy Yung), за «Island: Poetry and History of Chinese Immigrants on Angel Island, 1910—1940»
- Джером Ротенберг (Jerome Rothenberg), за Pre-Faces и Other Writings
- Джойс Кэрол Томас (Joyce Carol Thomas), за «Marked by Fire»
- Лерой Кинтана (Leroy Quintana), за «Paper Dance: 55 Latino Poets»
- Лорна Ди Сервантес (Lorna Dee Cervantes), за «Emplumada»
- Рональд Филлип Танака (Ronald Phillip Tanaka), за «The Shino Suite: Japanese-American Poetry»
- Расселл Бэнкс (Russell Banks), за «Book of Jamaica»
- Тато Лавьера (Tato Laviera), за «Enclave»

### 1983
- Барбара Кристиан (Barbara Christian), за «Black Women Novelists: The Development of a Tradition, 1892—1976»
- Сесилия Лян (Cecilia Liang), за «Chinese Folk Poetry»
- Эвангелина Виджил-Пиньон (Evangelina Vigil-Piñón), за «Thirty: An' Seen a Lot»
- Харриет Ромер (Harriet Rohmer), за «Legend of Food Mountain: LA Montana Del Alimento»
- Джеймс Д. Хьюстон (James D. Houston), за «Californians: Searching for the Golden State»
- Джессика Тарахата Хагедорн (Jessica Tarahata Hagedorn), за «Pet food & tropical apparitions»
- Джон А. Уильямс (John A. Williams), за «Click Song, a novel»
- Джой Когава (Joy Kogawa), за «Obasan»
- Джуди Гран (Judy Grahn), за «The Queen of Wands: Poetry»
- Нэш Канделария (Nash Candelaria), за «Not by the Sword»
- Питер Гуральник (Peter Guralnick), за «Lost Highway: Journeys and Arrivals of American Musicians»
- Шон Ó Туама (Seán Ó Tuama), за «An Duanaire Sixteen Hundred to Nineteen Hundred: Poems of the Dispossessed»

### 1984
- Сесил Браун (Cecil Brown), за «Days Without Weather»
- Гэри Снайдер (Gary Snyder), за «Axe Handles: Poems»
- Говард Шварц (Howard Schwartz), Марк Подвел (Mark Podwal), за «The Captive Soul of the Messiah: New Tales About Reb Nachman»
- Имаму Амири Барака(Imamu Amiri Baraka), за «Anthology of African American Women: Confirmation Men»
- Хесус Колон (Jesús Colón), за «A Puerto Rican in New York, and Other Sketches»
- Джозеф Брухач (Joseph Bruchac), за «Breaking Silence: An Anthology of Contemporary Asian-American Poets»
- Морис Кенни (Maurice Kenny), за «The Mama Poems»
- Мей-мей Берссенбругге (Mei-mei Berssenbrugge), за «The heat bird»
- Мине Окубо (Miné Okubo), за «Citizen 13660»
- Пол Маршалл (Paule Marshall), за «Praisesong for the Widow»
- Рутанн Лум МакКанн (Ruthanne Lum McCunn), Ю-Шан Танг (You-shan Tang), Эллен Лай-Шан Юнг(Ellen Lai-shan Yeung), за «Pie-Biter»
- Томас МакГрат (Thomas McGrath), за «Echoes inside the labyrinth»
- Венкатеш Кулкарни (Venkatesh Kulkarni), за «Naked in Deccan»
- Уильям Дж. Кеннеди (William J. Kennedy), за «O Albany!»

### 1985
- Анджела Джексон (Angela Jackson), за «Solo in the Box Car Third Floor E»
- Арнольд Джент (Arnold Genthe), Джон Куо Вей Тчен (John Kuo Wei Tchen), за «Genthe’s Photographs of San Francisco’s Old Chinatown»
- Коллин Дж. МакЭлрой (Colleen J. McElroy), за «Queen of the Ebony Isles»
- Гэри Сото (Gary Soto), за «Living Up The Street»
- Питер Айронс (Peter Irons), за «Justice at War»
- Кейхо Сога (Keiho Soga), Тайсанбоку Мори (Taisanboku Mori), Соджин Такей (Sojin Takei), Муайн Озаки (Muin Ozaki), за «Poets Behind Barbed Wire»
- Луиза Эрдрих (Louise Erdrich), за «Love Medicine, a novel»
- Морин Оуэн (Maureen Owen), за «Amelia Earhart»
- Мей Сартон (May Sarton), за «At Seventy: A Journal»
- Роберт Эдвард Дункан (Robert Edward Duncan), за «Ground Work: Before the War»
- Рон Джонс (Ron Jones), за «Say Ray»
- Сандра Сиснерос (Sandra Cisneros), за «The House on Mango Street»
- Соня Санчес (Sonia Sanchez), за «Homegirls and Handgrenades»
- Джулия Виноград (Julia Vinograd), за «The Book of Jerusalem»
- Уильям Оандасан (William Oandasan), за «Round Valley Songs»

### 1986
- Анна Ли Уолтерс (Anna Lee Walters), за «The Sun Is Not Merciful: Short Stories»
- Черри Морага (Cherríe Moraga), Глория Анзальдуа (Gloria Anzaldúa), за «This Bridge Called My Back: Writings by Radical Women of Color»
- Хелен Баролини (Helen Barolini), за «The Dream Book: An Anthology of Writing by Italian American Women»
- Джефф Ханнуш (Jeff Hannusch), за «I Hear You Knockin : The Sound of New Orleans Rhythm and Blues»
- Линда Хоган (Linda Hogan), за «Seeing Through the Sun»
- Мигель Альгарин (Miguel Algarín), за «Time’s Now/Ya Es Tiempo»
- Наташа Боровски (Natasha Borovsky), за «A Daughter of the Nobility»
- Раймонд Федерман (Raymond Federman), за «Smiles on Washington Square: A Love Story of Sorts»
- Сьюзан Хау (Susan Howe), за «My Emily Dickinson»
- Теренс Винч (Terence Winch), за «Irish Musicians/American Friends»
- Тошио Мори (Toshio Mori), за «Yokohama, California»

### 1987
- Аи (Ai), за «SIN»
- Ана Кастильо (Ana Castillo), за «The Mixquiahuala Letters»
- Син Зарко (Cyn Zarco), за «Circumnavigations»
- Даниел МакГуайер (Daniel McGuire), за «Portrait of Little Boy in darkness»
- Дороти Брайант (Dorothy Bryant), за «Confessions of Madame Psyche: Memoirs and Letters of Mei-Li Murrow»
- Этеридж Найт (Etheridge Knight), за «The Essential Etheridge Knight»
- Гэри Гиддинс (Gary Giddins), за «Celebrating Bird: The Triumph Of Charlie Parker»
- Харви Пикер (Harvey Pekar), за «The New American Splendor Anthology: From Off the Streets of Cleveland»
- Джеймс Уэлч (James Welch), за «Fools Crow»
- Джон Винерс (John Wieners), за «Selected Poems: 1958—1984»
- Хуан Фелипе Эррера (Juan Felipe Herrera), за «Face Games»
- Лучия Кьявола Бернбаум (Lucia Chiavola Birnbaum), за «Liberazione della donna: feminism in Italy»
- Майкл Мэйо (Michael Mayo), за «Practicing Angels: A Contemporary Anthology of San Francisco Bay Area Poetry»
- Септима Поинсетт Кларк (Septima Poinsette Clark), Синтия Стоукс Браун (Cynthia Stokes Brown), за «Ready from Within: A First Person Narrative»
- Терри МакМиллан (Terry McMillan), за «Mama»

### 1988
- Аллисон Блейкли (Allison Blakely), за «Russia and the Negro: Blacks in Russian History and Thought»
- Чарльз Олсон (Charles Olson), за «The Collected Poems of Charles Olson: Excluding the Maximus Poems»
- Дейзи Бейтс (Daisy Bates), за «The Long Shadow of Little Rock: A Memoir»
- Дэвид Хэлберстам (David Halberstam), за «The Reckoning»
- Эдвард Сандерс (Edward Sanders), за «Thirsting for Peace in a Raging Century: Poems 1961—1985»
- Джеральд Визенор (Gerald Vizenor), за «Griever: An American Monkey King in China»
- Джимми Сантьяго Бака (Jimmy Santiago Baca), за «Martin & Meditations on the South Valley»
- Кешо Ю. Скотт (Kesho Y. Scott), Черри Муханджи (Cherry Muhanji), Эгирба Хай (Egyirba High), за «Tight Spaces»
- Марлон К. Хом (Marlon K. Hom), за «Songs of Gold Mountain: Cantonese Rhymes from San Francisco Chinatown»
- Бенджамин Хофф (Benjamin Hoff), за «The Singing Creek Where the Willows Grow: The Mystical Nature Diary of Opal Whiteley»
- Рональд Сукеник (Ronald Sukenick), за «Down and in: Life in the Underground»
- Сальваторе Ла Пума (Salvatore La Puma), за «The Boys of Bensonhurst»
- Тони Моррисон (Toni Morrison), за «Возлюбленная»
- Винг Тек Лам (Wing Tek Lum), Тек Лам Лам (Tek Lum Lum), за «Expounding the Doubtful Points»

### 1989
- Альма Лус Вильянуэва (Alma Luz Villanueva), за «The Ultraviolet Sky»
- Аския М. Туре (Askia M. Touré), за «From the Pyramids to the Projects: Poems of Genocide and Resistance!»
- Одри Лорд (Audre Lorde), за «A Burst of Light»
- Каролин Лау (Carolyn Lau), за «Wode Shuofa: My Way of Speaking»
- Эмори Эллиот (Emory Elliott), за «Columbia Literary History of the United States»
- Эдуардо Галеано (Eduardo Galeano), за «Genesis»
- Фрэнк Чин (Frank Chin), за «The Chinaman Pacific & Frisco R.R. Co.»
- Генри Луис Гейтс (Henry Louis Gates), за «The Signifying Monkey: A Theory of Afro-American Literary Criticism»
- Исабель Альенде (Isabel Allende), за «Eva Luna»
- Дж. Калифорния Купер (J. California Cooper), за «Homemade Love»
- Дженнифер Стоун (Jennifer Stone), за «Stone’s Throw»
- Джозефин Гаттузо Хендин (Josephine Gattuso Hendin), за «The Right Thing to Do»
- Лесли Скалапино (Leslie Scalapino), за «way»
- Шунтаро Таникава (Shuntaro Tanikawa), за «Floating the River in Melancholy»
- Чарльз Фэннинг (Charles Fanning), за «The Exiles of Erin: Nineteenth-Century Irish-American Fiction»
- Вильям Минору Хори (William Minoru Hohri), за «Repairing America: An Account of the Movement for Japanese American Redress»

### 1990
- Эдриенн Кеннеди (Adrienne Kennedy), за «People Who Led to My Plays»
- Барбара Гриццути Харрисон (Barbara Grizzuti Harrison), за «Italian Days»
- Даниэла Джозеффи (Daniela Gioseffi), за «Women on War (Essential Voices for the Nuclear Age)»
- Элизабет Вуди (Elizabeth Woody), за «Hand into Stone: Poems»
- Хуалинг Ни (Hualing Nieh), за «Mulberry and Peach: Two Women of China»
- Итабари Нжери (Itabari Njeri), за «Every Good-Bye Ain’t Gone»
- Джеймс М. Фримен (James M. Freeman), за «Hearts of Sorrow: Vietnamese-American Lives»
- Джон К. Уолтер (John C. Walter), Дж. Раймонд Джонс (J. Raymond Jones), за «The Harlem Fox: J. Raymond Jones and Tammany, 1920—1970»
- Джон Нортон (John Norton), за «Light at the End of the Bog»
- Хосе Эмилио Гонсалес (José Emilio González), за «Vivar a Hostos»
- Сергей Кан (Sergei Kan), за «Symbolic Immortality: The Tlingit Potlatch of the Nineteenth Century»
- Ллойд А. Томпсон (Lloyd A. Thompson), за «Romans and Blacks»
- Мартин Бернал (Martin Bernal), за «Black Athena: The Afroasiatic Roots of Classical Civilization»
- Мишель Т. Клинтон (Michelle T. Clinton), Сесшу Фостер (Sesshu Foster), за «Invocation L.A.: Urban Multicultural Poetry»
- Майлз Дэвис (Miles Davis), за «Miles»
- Паула Ганн Аллен (Paula Gunn Allen), за «Spider Woman’s Granddaughters: Traditional Tales and Contemporary Writing by Native American Women»
- Ширли Геок-лин Лим (Shirley Geok-lin Lim), Майюми Цутакава (Mayumi Tsutakawa), Маргарита Доннелли (Margarita Donnelly), за «The Forbidden Stitch: An Asian American Women’s Anthology»

## 1991—2000

### 1991
- Алехандро Мургуа (Alejandro Murguía), за «Southern Front»
- Белл Хукс (Bell Hooks), за «Yearning: Race, Gender, and Cultural Politics»
- Брюс Райт (Bruce Wright), за «Black Robes, White Justice: Why Our Legal System Doesn’t Work for Blacks»
- Чарли Трухильо (Charley Trujillo), за «Soldados: Chicanos in Viet Nam»
- Д. Х. Мелем (D. H. Melhem), за «Heroism in the New Black Poetry: Introductions & Interviews»
- Дебора Кинан (Deborah Keenan), за «Looking for Home: Women Writing About Exile»
- Джессика Хагедорн (Jessica Hagedorn), за «Dogeaters»
- Джон Эдгар Вайдмен (John Edgar Wideman), за роман «Philadelphia Fire»
- Джой Харджо (Joy Harjo), за «In Mad Love and War»
- Карен Тей Ямашита (Karen Tei Yamashita), за «Through the Arc of the Rain Forest»
- Лусия Берлин (Lucia Berlin), за «Homesick: New and Selected Stories»
- Мэри Кроу Дог (Mary Crow Dog), за «Lakota Woman»
- Меридел Ле Сюер (Meridel Le Sueur), за «Harvest Song: Collected Essays and Stories»
- Милл Ханк Геральд (Mill Hunk Herald Collective), за «Overtime: Punchin' Out With the Mill Hunk Herald Magazine»
- Нора Маркс Дауэнхауэр (Nora Marks Dauenhauer), Ричард Дауэнхауэр (Richard Dauenhauer), за «Haa Tuwunaagu Yis, for Healing Our Spirit: Tlingit Oratory»
- Р. Бакстер Миллер (R. Baxter Miller), за «The Art and Imagination of Langston Hughes»
- Томас Чентолелла (Thomas Centolella), за «Terra Firma»

### 1992
- А’Лелия Перри Банделс (A’Lelia Perry Bundles), за «Madam C.J. Walker»
- Арт Шпигельман (Art Spiegelman), за «The Complete Maus: A Survivor’s Tale»
- Бенджамин Алир Саэнс (Benjamin Alire Sáenz), за «Calendar of Dust»
- Донна Дж. Харавей (Donna J. Haraway), за «Simians, Cyborgs, and Women: The Reinvention of Nature»
- Фритьоф Капра (Fritjof Capra), за «Belonging to the universe: Explorations on the frontiers of science and spirituality»
- Хосе Антонио Бурсиага (José Antonio Burciaga), за «Undocumented Love/Amor Indocumentado: A Personal Anthology of Poetry»
- Кит Гильярд (Keith Gilyard), за «Voices of the Self: A Study of Language Competence»
- Люси Томпсон (Lucy Thompson), за «To the American Indian: Reminiscences of a Yurok Woman»
- Норма Филд (Norma Field), за «In the Realm of a Dying Emperor: Japan at Century’s End»
- Питер Бачо (Peter Bacho), за «Cebu»
- Питер Калифорнский (Peter Kalifornsky), за «Dena’ina Legacy: K’tl’egh’i Sukdu: The Collected Writings of Peter Kalifornsky»
- Раймонд Эндрюс (Raymond Andrews), за «Jessie and Jesus and Cousin Claire»
- Сандра Скофилд (Sandra Scofield), за «Beyond Deserving»
- Шейла Хаманака (Sheila Hamanaka), за «Journey»
- Стивен Р. Фокс (Stephen R. Fox), за «The Unknown Internment: An Oral History of the Relocation of Italian Americans During World War II»
- Стивен Р. Картер (Steven R. Carter), за «Hansberry’s Drama: Commitment Amid Complexity»
- Верлин Клинкенборг (Verlyn Klinkenborg), за «The Last Fine Time»
- Вильям Б. Бранч (William B. Branch), Амири Барака (Amiri Baraka), Август Уилсон (August Wilson), за «Black Thunder: An Anthology of African-American Drama»

### 1993
- Асаки Бомани (Asake Bomani), Белви Рукс (Belvie Rooks), за «Paris Connections: African American Artists in Paris»
- Кристофер Могил (Christopher Mogil), Питер Вудроу (Peter Woodrow), за «We Gave Away a Fortune»
- Корнел Вест (Cornel West), за «Prophetic Thought in Postmodern Times»
- Дениз Джардина (Denise Giardina), за «Unquiet Earth»
- Диана Гланси (Diane Glancy), за «Claiming Breath»
- Юджин Б. Редмонд (Eugene B. Redmond), за «The Eye in the Ceiling»
- Франсиско X. Аларкон (Francisco X. Alarcón), за «Snake Poems»
- Джералд Графф (Gerald Graff), за «Beyond the Culture Wars: How Teaching the Conflicts Can Revitalize American Education»
- Джек Битти (Jack Beatty), за «The Rascal King: The Life and Times of James Michael Curley»
- Лерой В. Кинтана (Leroy V. Quintana), за «The History of Home»
- Кэтрин Питер (Katherine Peter), за «Neets’aii Gwiindaii: Living in the Chandalar Country»
- Нелсон Джордж (Nelson George), за «Elevating the Game: Black Men and Basketball»
- Ниночка Рошка (Ninotchka Rosca), за роман «Twice Blessed»

### 1994
- Джозе Риманелли (Giose Rimanelli), за «Benedetta in Guysterland»
- Эрик Дрокер (Eric Drooker), за «Flood!: A Novel in Pictures»
- Грасиела Лимон (Graciela Limón), за «In Search of Bernabe»
- Грегори Дж. Рид (Gregory J. Reed), за «Economic Empowerment Through the Church»
- Джанет Кэмпбелл Хейл (Janet Campbell Hale), за «Bloodlines: Odyssey of a Native Daughter»
- Джилл Нельсон (Jill Nelson), за «Volunteer Slavery: My Authentic Negro Experience»
- Лоусон Фусао Инада (Lawson Fusao Inada), за «Legends from Camp»
- Николь Блекман (Nicole Blackman), за «Aloud: Voices from the Nuyorican Poets Cafe»
- Пол Гилрой (Paul Gilroy), за «The Black Atlantic: Modernity and Double-Consciousness»
- Рональд Такаки (Ronald Takaki), за «A Different Mirror: A History of Multicultural America»
- Роуз Л. Гликман (Rose L. Glickman), за «Daughters of Feminists»
- Тино Вильянуэва (Tino Villanueva), за «Scene from the Movie GIANT»
- Вирджиния Л. Кролл (Virginia L. Kroll), за «Wood-Hoopoe Willie»

### 1995
- Абрахам Родригес (Abraham Rodriguez), за роман «Spidertown»
- Херб Бойд (Herb Boyd), Роберт Л. Аллен (Robert L. Allen), за «Brotherman: The Odyssey of Black Men in America—An Anthology»
- Денис Чавес (Denise Chavez), за «Face of an Angel»
- Джон Эгертон (John Egerton), за «Speak Now Against the Day: The Generation Before the Civil Rights Movement in the South»
- Джон Росс (John Ross), за «Rebellion from the Roots: Indian Uprising in Chiapas»
- Томас Авена (Thomas Avena), за «Life Sentences: Writers, Artists, and AIDS»
- Линда Реймонд (Linda Raymond), за «Rocking the Babies»
- Ли-Янг Ли (Li-Young Lee), за «The Winged Seed: A Remembrance»
- Марианна Де Марко Торговник (Marianna De Marco Torgovnick), за «Crossing Ocean Parkway»
- Марни Мюллер (Marnie Mueller), за «Green Fires: Assault on Eden: A Novel of the Ecuadorian Rainforest»
- Питер Квинн (Peter Quinn), за «Banished Children of Eve, A Novel of Civil War New York»
- Сандра Марц (Sandra Martz), за «I Am Becoming the Woman I’ve Wanted»
- Гордон Генри-мл. (Gordon Henry Jr.), за «The Light People»
- Тришия Роуз (Tricia Rose), за «Black Noise: Rap Music and Black Culture in Contemporary America»

### 1996
- Агате Несауле (Agate Nesaule), за «A Woman in Amber: Healing the Trauma of War and Exile»
- Артур Се (Arthur Sze), за «Archipelago»
- Чанг-Рей Ли (Chang-Rae Lee), за «Native Speaker»
- Читра Банерджи Дивакаруни (Chitra Banerjee Divakaruni), за «Arranged Marriage»
- Миллер Лайно (E.J. Miller Laino), за «Girl Hurt»
- Гленн К. Лори (Glenn C. Loury), за «One by One from the Inside Out: Race and Responsibility in America»
- Джеймс У. Ловен (James W. Loewen), за «Lies My Teacher Told Me: Everything Your American History Textbook Got Wrong»
- Джо Сакко (Joe Sacco), Эдвард Сеид (Edward Said), за «Palestine»
- Кимико Хан (Kimiko Hahn), за «The Unbearable Heart»
- Мария Эспиноса (Maria Espinosa), за «Longing»
- Роберт Вискуси (Robert Viscusi), за «Astoria»
- Шерман Алекси (Sherman Alexie), за «Reservation Blues»
- Рон Сакольский (Ron Sakolsky), Фред Ваен Хо (Fred Weihan Ho), за «Sounding Off!: Music as Resistance / Rebellion / Revolution»
- Стефани Ковелл (Stephanie Cowell), за «The Physician of London: The Second Part of the Seventeenth-Century Trilogy of Nicholas Cooke»
- Уильям Х. Гасс (William H. Gass), за «The Tunnel»

### 1997
- Алуриста (Alurista), за «Et Tu … Raza»
- Деррик Белл (Derrick Bell), за «Gospel Choirs: Psalms Of Survival In An Alien Land Called Home»
- Дороти Баррези (Dorothy Barresi), за «The Post-Rapture Diner»
- Гильермо Гомес-Пенья (Guillermo Gómez-Peña), за «The New World Border: Prophecies, Poems, and Loqueras for the End of the Century»
- Луис Оуэнс (Louis Owens), за «Nightland»
- Мартин Эспада (Martín Espada), за «Imagine the Angels of Bread: Poems»
- Монсеррат Фонтес (Montserrat Fontes), за роман «Dreams of the Centaur»
- Ноэл Игнатьев (Noel Ignatiev), за «Race Traitor»
- Ширли Геок-Лин Лим (Shirley Geok-lin Lim), за «Among the White Moon Faces: An Asian-American Memoir of Homelands»
- Сунайна Майра (Sunaina Maira), за «Contours of the Heart: South Asians Map North America»
- Тулани Дэвис (Thulani Davis), за «Maker of Saints»
- Том Де Хевен (Tom De Haven), за «Derby Dugan’s Depression Funnies»
- Уильям М. Бенкс (William M. Banks), за «Black Intellectuals: Race and Responsibility in American Life»
- Бренда Найт (Brenda Knight), за «Women of the Beat Generation: The Writers, Artists and Muses at the Heart of a Revolution»

### 1998
- Эллисон Адель Хедж Кок (Allison Adelle Hedge Coke), за «Dog Road Woman»
- Анджела Девис (Angela Y. Davis), за «Blues Legacies and Black Feminism: Gertrude „Ma“ Rainey, Bessie Smith, and Billie Holiday»
- Бренда Мари Осби (Brenda Marie Osbey), за «All Saints: New and Selected Poems»
- Дон ДеЛилло (Don DeLillo), за «Underworld»
- Джим Барнс (Jim Barnes), за «On Native Ground: Memoirs and Impressions»
- Джон А. Вильямс (John A. Williams), за «Safari West: Poems»
- Нэнси Роулз (Nancy Rawles), за «Love Like Gumbo»
- Нора Окья Келлер (Nora Okja Keller), за «Comfort Woman»
- Сандра Бенитес (Sandra Benitez), за «Bitter Grounds»
- Скотт ДеВо (Scott DeVeaux), за «The Birth of Bebop: A Social and Musical History»
- Томас Линч (Thomas Lynch), за «The Undertaking: Life Studies from the Dismal Trade»

### 1999
- Элис МакДермотт (Alice McDermott), за «Charming Billy»
- Анна Линзер (Anna Linzer), за «Ghost Dancing»
- Брайан Уорд (Brian Ward), за «Just My Soul Responding: Rhythm and Blues, Black Consciousness, and Race Relations»
- Чьори Сантьяго(Chiori Santiago), за «Home to Medicine Mountain»
- Э. Дональд (E. Donald Two-Rivers), за «Survivor’s Medicine: Short Stories»
- Эдвидж Дантика (Edwidge Danticat), за «The Farming of Bones»
- Джудит Рош (Judith Roche), Мег МакХучисен (Meg McHutchison), за «First Fish, First People: Salmon Tales of the North Pacific Rim»
- Джойя Тимпанелли (Gioia Timpanelli), за «Sometimes the Soul: Two Novellas of Sicily»
- Глория Нейлор (Gloria Naylor), за «The Men of Brewster Place»
- Джеймс Д. Хьюстон (James D. Houston), за «The Last Paradise»
- Джерри Липка (Jerry Lipka), Джеральд В. Мохат (Gerald V. Mohatt), Сиулистет Груп (Ciulistet Group), за «Transforming the Culture of Schools: Yup¡k Eskimo Examples»
- Трей Эллис (Trey Ellis), за «Right Here, Right Now»
- Иосип Новакович (Josip Novakovich), за «Salvation and Other Disasters»
- Лауро Флорес (Lauro Flores), за «The Floating Borderlands: Twenty-Five Years of U.S. Hispanic Literature»
- Луис Альберто Урреа (Luís Alberto Urrea), за «Nobody’s Son: Notes from an American Life»
- Нелсон Джордж (Nelson George), за «Hip Hop America: Hip Hop and the Molding of Black Generation X»
- Спир Морган (Speer Morgan), за «The Freshour Cylinders»
- Гэри Гач (Gary Gach), за «What Book!?: Buddha Poems from Beat to Hiphop»
- Чьори Сантьяго (Chiori Santiago), автор, Джудит Лоури (Judith Lowry), иллюстратор, за «Home to Medicine Mountain»

### 2000
- Эстер Г. Белин (Esther G. Belin), за «From the Belly of My Beauty»
- Аллан Дж. Райан (Allan J. Ryan), за «The Trickster Shift: Humour and Irony in Contemporary Native Art»
- Андрес Монтоя (Andrés Montoya), за «The Ice Worker Sings and Other Poems»
- Камиль Пери (Camille Peri), Кейт Мозес (Kate Moses), за «Mothers Who Think: Tales of Real-Life Parenthood»
- Девид А. Дж. Ричардс (David A. J. Richards), за «Italian American: The Racializing of an Ethnic Identity»
- Дейвид Туп (David Toop), за «Exotica»
- Эльва Тревино Харт (Elva Trevino Hart), за «Barefoot Heart: Stories of a Migrant Child»
- Эмиль Гильермо (Emil Guillermo), за «Amok: Essays from an Asian American Perspective», с введением от Исмаила Рида.
- Френк Чин (Frank Chin), за «The Chinaman Pacific & Frisco R.R. Co.»
- Хелен Томас (Helen Thomas), за «Front Row at the White House : My Life and Times»
- Джаниз Рей (Janisse Ray), за «Ecology of a Cracker Childhood»
- Джон Рассел Рикфорд (John Russell Rickford), Рассел Джон Рикфорд (Russell John Rickford), за «Spoken Soul: The Story of Black English»
- Лерой ТеКъюб (Leroy TeCube), за «Year in Nam: A Native American Soldier’s Story»
- Лоис-Энн Яманака (Lois-Ann Yamanaka), за «Heads By Harry»
- Майкл Лалли (Michael Lally), за «It’s Not Nostalgia: Poetry & Prose»
- Майкл Патрик МакДоналд (Michael Patrick MacDonald), за «All Souls: A Family Story from Southie»
- Рана Рейко Ридзуто (Rahna Reiko Rizzuto), за роман «Why She Left Us»
- Роберт Крили (Robert Creeley), за «The Collected Poems of Robert Creeley, 1975—2005»
- Редактор/Издатель: Рональд Сукеник (Ronald Sukenick)
- Джек Э. Уайт (Jack E. White), Журналистика
- Френк Чин (Frank Chin), за многолетний вклад
- Роберт Крили (Robert Creeley), за многолетний вклад

## 2001—2010

### 2001
- Аманда Дж. Кобб (Amanda J. Cobb), за «Listening to Our Grandmothers' Stories: The Bloomfield Academy for Chickasaw Females, 1852—1949»
- Андреа Дворкин (Andrea Dworkin), за «Scapegoat: The Jews, Israel, and Women’s Liberation»
- Каролин Райт (Carolyne Wright), за «Seasons of Mangoes and Brainfire»
- Чальмерс Джонсон (Chalmers Johnson), за «Blowback, Second Edition: The Costs and Consequences of American Empire»
- Чери Реджистер (Cheri Register), за «Packinghouse Daughter: A Memoir»
- Крис Вар (Chris Ware), за «Jimmy Corrigan: The Smartest Kid on Earth»
- Диана Гарсиа (Diana Garcia), за «When Living Was a Labor Camp»
- Элизабет Нуньес (Elizabeth Nunez), за «Bruised Hibiscus»
- Джанет МакАдамс (Janet McAdams), за «Island of Lost Luggage»
- Филип Валан (Philip Whalen), за «Overtime: Selected Poems»
- Рассел Леонг (Russell Leong), за «Phoenix Eyes and Other Stories»
- Сандра М. Гилберт (Sandra M. Gilbert), за «Kissing the Bread: New and Selected Poems, 1969—1999»
- Тед Джоанс (Ted Joans), за «Teducation»
- Тилли Олсен (Tillie Olsen), за «Silences»
- Вильям С. Пенн (William S. Penn), за «Killing Time With Strangers»
- Малькольм Марголин (Malcolm Margolin), редактор
- Тед Джоанс (Ted Joans), за многолетний вклад
- Тилли Олсен (Tillie Olsen), за многолетний вклад
- Филип Вален (Philip Whalen), за многолетний вклад

### 2002
- Аарон А. Абейта (Aaron A. Abeyta), за «Colcha»
- Сюзан Антонетта (Susanne Antonetta), за «The Body Toxic: An Environmental Memoir»
- Рилла Эскъю (Rilla Askew), за «Fire in Beulah»
- Тананарайв Дъю (Tananarive Due), за «The Living Blood»
- Глория Фрим (Gloria Frym), за «Homeless at Home»
- Дейна Джойя (Dana Gioia), за «Interrogations at Noon»
- Лианн Хау (LeAnne Howe), за «Shell Shaker»
- Алекс Куо (Alex Kuo), за «Lipstick and Other Stories»
- Майкл Н. Неглер (Michael N. Nagler), за «Is There No Other Way? The Search for a Nonviolent Future»
- Дональд Филпс (Donald Phelps), за «Reading the Funnies : Looking at Great Cartoonists Throughout the First Half of the 20th Century»
- Эл Янг (Al Young), за «The Sound of Dreams Remembered: Poems, 1990—2000»
- Джессел Миллер (Jessel Miller), за «Angels in the Vineyards»
- Лерон Беннетт (Lerone Bennett), за многолетний вклад
- Джек Хиршман (Jack Hirschman), за многолетний вклад

### 2003
- Кевин Бейкер (Kevin Baker), за «Paradise Alley»
- Дебра Магпи Эрлинг (Debra Magpie Earling), за «Perma Red»
- Даниэль Эллсберг (Daniel Ellsberg), за «Secrets: A Memoir of Vietnam and the Pentagon Papers»
- Рик Хейд (Rick Heide), редактор, за «Under the Fifth Sun: Latino Literature from California»
- Игорь Крупник (Igor Krupnik), Виллис Валунга (Willis Walunga), Вера Меткалф (Vera Metcalf), и Ларс Крутак (Lars Krutak), редакторы, за «Akuzilleput Igaqullghet», «Our Words Put to Paper: Sourcebook in St. Lawrence Island Yupik Heritage and History»
- Алехандро Мургиа (Alejandro Murguía), за «This War Called Love: Nine Stories»
- Джек Ньюфилд (Jack Newfield), за «The Full Rudy: The Man, the Myth, the Mania»
- Джозеф Папалео (Joseph Papaleo), за «Italian Stories»
- Эрик Портер (Eric Porter), за «What Is This Thing Called Jazz?: African American Musicians as Artists, Critics, and Activists»
- Джевелл Паркер Родес (Jewell Parker Rhodes), за роман «Douglass' Women»
- Ракель Саймон (Rachel Simon), за «Riding the Bus with My Sister: A True Life Journey»
- Велма Уоллис (Velma Wallis), за «Raising Ourselves: A Gwich’in Coming of Age Story from the Yukon River»
- Макс Родригес (Max Rodriguez), за «QBR: The Black Book Review»

### 2004
- Диана Абу-Джабер (Diana Abu-Jaber), за роман «Crescent»
- Дэвид Коул (David Cole), за «Enemy Aliens: Double Standards And Constitutional Freedoms In The War On Terrorism»
- Чарисс Джонс (Charisse Jones) и Кумея Шортер-Гуден (Kumea Shorter-Gooden), за «Shifting: The Double Lives of Black Women in America»
- Кристин Хантер Латтани (Kristin Hunter Lattany), за «Breaking Away»
- А. Роберт Ли (A. Robert Lee), за «Multicultural American Literature: Comparative Black, Native, Latino/a and Asian American Fictions»
- Даян Шер Лутович (Diane Sher Lutovich), за «What I Stole»
- Рут Озеки (Ruth Ozeki), за «All Over Creation»
- Ренато Розальдо (Renato Rosaldo), за «Prayer to Spider Woman / Rezo a la Mujer Arana»
- Скотт Соул (Scott Saul), за «Freedom Is, Freedom Ain’t: Jazz and the Making of the Sixties»
- Майкл Уолш (Michael Walsh), за «And All the Saints»

### 2005
- Бернард В. Белл (Bernard W. Bell), за «The Contemporary African American Novel: Its Folk Roots And Modern Literary Branches»
- Сесели Берри (Cecelie Berry), за «Rise Up Singing: Black Women Writers on Motherhood»
- Джеф Чанг (Jeff Chang), за «Can’t Stop Won’t Stop: A History of the Hip-Hop Generation»
- Джули Киббаро (Julie Chibbaro), за «Redemption»
- Ричард А. Кларк (Richard A. Clarke), за «Against All Enemies: Inside America’s War on Terror»
- Алиша С. Драбек (Alisha S. Drabek) и Карен Р. Адамс (Karen R. Adams), за «The Red Cedar of Afognak, A Driftwood Journey»
- Ралф М. Флорес (Ralph M. Flores), за «The Horse in the Kitchen: Stories of a Mexican-American Family»
- Хироши Кашиваги (Hiroshi Kashiwagi), за «Swimming in the American: A Memoir And Selected Writings»
- Роберт Ф. Кеннеди (Robert F. Kennedy), журн., за «Crimes Against Nature: How George W. Bush and His Corporate Pals Are Plundering the Country and Hijacking Our Democracy»
- Дон Ли (Don Lee), за роман «Country of Origin»
- Ламон Б. Степто (Lamont B. Steptoe), за «A Long Movie of Shadows»
- Дон Вест (Don West), за «No Lonesome Road: Selected Prose and Poems», редакторы Джеф Биггерс (Jeff Biggers) и Джордж Броси (George Brosi)
- Журналистика: Билл Берковиц (Bill Berkowitz)

### 2006
- МакКензи Безос (MacKenzie Bezos), за роман «The Testing of Luther Albright»
- Мэтт Бриггс (Matt Briggs), за «Shoot the Buffalo»
- Девид П. Диас (David P. Diaz), за «The White Tortilla: Reflections of a Second-Generation Mexican-American»
- Деррил Диксон-Карр (Darryl Dickson-Carr), за «The Columbia Guide to Contemporary African American Fiction»
- Томас Ферраро (Thomas Ferraro), за «Feeling Italian: The Art of Ethnicity in America»
- Тим З. Эрнандес (Tim Z. Hernandez), за «Skin Tax»
- Джош Кун (Josh Kun), за «Audiotopia: Music, Race, and America»
- П. Льюис (P. Lewis), за «Nate»
- Питер Меткалфи (Peter Metcalfe), за «Gumboot Determination: The Story of the Southeast Alaska Regional Health Consortium»
- Кевин Дж. Маллен (Kevin J. Mullen), за «The Toughest Gang in Town: Police Stories from Old San Francisco»
- Дорис Сил (Doris Seale) и Беверли Слэпин (Beverly Slapin), редакторы, за «A Broken Flute: The Native Experience in Books for Children»
- Меттью Шенода (Matthew Shenoda), за «Somewhere Else»
- Карлтон Т. Спиллер (Carlton T. Spiller), за «Scalding Heart»
- Крис Гамильтон-Эмери (Chris Hamilton-Emery), редактор
- Джей Райт (Jay Wright), за весомый вклад

### 2007
- Даниэл Кэссиди (Daniel Cassidy), за «How the Irish Invented Slang: The Secret Language of the Crossroads»
- Майкл Эрик Дайсон (Michael Eric Dyson), за «Come Hell or High Water: Hurricane Katrina and the Color of Disaster»
- Ригоберто Госалес (Rigoberto González), за «Butterfly Boy: Memories of a Chicano Mariposa»
- Рейна Гранд (Reyna Grande), за роман «Across a Hundred Mountains»
- Эрнестин Хайз (Ernestine Hayes), за «Blonde Indian: An Alaska Native Memoir»
- Патрисия Клиндинст (Patricia Klindienst), за «The Earth Knows My Name: Food, Culture, and Sustainability in the Gardens of Ethnic Americans»
- Гэри Пантер (Gary Panter), за «Jimbo’s Inferno»
- Джеффри Ф. Л. Партридж (Jeffrey F. L. Partridge), за «Beyond Literary Chinatown»
- Джудит Рош (Judith Roche), за «Wisdom of the Body»
- Кали Ванбале (Kali Vanbaale), за «The Space Between»

### 2008
- Мустафа Байуми (Moustafa Bayoumi), за «How Does It Feel to Be a Problem Being Young and Arab in America»
- Дуглас А. Блекмон (Douglas A. Blackmon), за «Slavery by Another Name: The Re-Enslavement of Black Americans from the Civil War to World War II»
- Джонатан Кьюриэл (Jonathan Curiel), за «Al’ America: Travels Through America’s Arab and Islamic Roots»
- Нора Маркс Дауэнхауер (Nora Marks Dauenhauer), Ричард Дауэнхауэр (Richard Dauenhauer), Лидия Т. Блэк (Lydia T. Black), и Ануши Лингит Аани Ка (Anóoshi Lingít Aaní Ká), за «Russians in Tlingit America: The Battles of Sitka, 1802 and 1804»
- Мария Мацциотти Гиллан (Maria Mazziotti Gillan), за «All That Lies Between Us»
- Никки Джованни (Nikki Giovanni), за «The Collected Poetry of Nikki Giovanni: 1968—1998»
- С. Гискомб (C. S. Giscombe), за «Prairie Style»
- Анджела Джексон (Angela Jackson), за роман «Where I Must Go»
- Л. Луис Лопес (L. Luis Lopez), за «Each Month I Sing»
- Том Луц (Tom Lutz), за «Doing Nothing: A History of Loafers, Loungers, Slackers, and Bums in America»
- Фэй Майенн Нг(Fae Myenne Ng), за «Steer Toward Rock»
- Юко Танигучи (Yuko Taniguchi), за «The Ocean in the Closet»
- Лоренсо Томас (Lorenzo Thomas), за «Don’t Deny My Name: Words and Music and the Black Intellectual Tradition», редактор Элдон Линн Нильсен (Aldon Lynn Nielsen)
- Фрэнк Б. Уилдерсон III (Frank B. Wilderson III), за «Incognegro: A Memoir of Exile and Apartheid»
- Дж. Дж Филлипс (J. J. Phillips), за весомый вклад.

### 2009
- Хъюстон А. Бейкер (Houston A. Baker), журналист, за «Betrayal: How Black Intellectuals Have Abandoned the Ideals of the Civil Right Era»
- Данит Браун (Danit Brown), за «Ask for a Convertible»
- Джерико Браун (Jericho Brown), за «Please»
- Хосе Антонио Бурсиага (José Antonio Burciaga), за «The Last Supper of Chicano Heroes: Selected Works of José Antonio Burciaga», редакторы Мими Р. Гладштейн (Mimi R. Gladstein) и Даниэль Чакон (Daniel Chacón)
- Клер Хоуп Каммингс (Claire Hope Cummings), за «Uncertain Peril: Genetic Engineering and the Future of Seeds»
- Стелла Поуп Дуарте (Stella Pope Duarte), за «If I Die in Juarez»
- Линда Грегг (Linda Gregg), за «All of It Singing: New and Selected Poems»
- Сухейр Хаммад (Suheir Hammad), за «Breaking Poems»
- Ричард Холмс (Richard Holmes), за «The Age of Wonder»
- Джордж Е. Левис (George E. Lewis), за «A Power Stronger than Itself: The A.A.C.M. and American Experimental Music»
- Патриша Сантана (Patricia Santana), за «Ghosts of El Grullo»
- Джек Спайсер (Jack Spicer), за «My Vocabulary Did This to Me: The Collected Poetry of Jack Spicer», редакторы (Peter Gizzi) и (Kevin Killian)
- Мигель Альгарин (Miguel Algarín), за весомый вклад

### 2010
- Амири Барака (Amiri Baraka), за «Digging: The Afro-American Soul of American Classical Music»
- Шервин Битсуи (Sherwin Bitsui), за «Flood Song»
- Ненси Карневале (Nancy Carnevale), за «A New Language, A New World: Italian Immigrants in the United States, 1890—1945»
- Дейв Эггерс (Dave Eggers), за «Zeitoun»
- Сешу Фостер (Sesshu Foster), за «World Ball Notebook»
- Стивен Д. Гутьеррес (Stephen D. Gutierrez), «Live from Fresno y Los»
- Виктор Лаваль (Victor Lavalle), за «The Big Machine»
- Франсуа Мандевиль (François Mandeville), за «This Is What They Say, translated by Ron Scollon from Chipewyan»
- Бич Мин Нгуен (Bich Minh Nguyen), за «Short Girls»
- Франклин Роземонт (Franklin Rosemont) и Робин Д. Г. Келли (Robin D. G. Kelley), редакторы, за «Black, Brown, & Beige: Surrealist Writings from Africa and the Diaspora»
- Джером Ротенберг (Jerome Rothenberg) и Джефри С. Робинсон (Jeffrey C. Robinson), редакторы, «Poems for the Millennium: Volume Three: The University of California Book of Romantic and Postromantic Poetry»
- Катрин Уэдделл Такара (Kathryn Waddell Takara), за «Pacific Raven: Hawai`i Poems»
- Памела Ущук (Pamela Uschuk), за «Crazy Love: New Poems»
- Ката Политт (Katha Politt), за весомый вклад
- Квинси Труп (Quincy Troupe), за весомый вклад

## 2011—2020

### 2011
- Кейт Гильярд (Keith Gilyard), за «John Oliver Killens»
- Акбар Ахмет (Akbar Ahmed), за «Journey Into America: The Challenge of Islam»
- Камиль Данги (Camille Dungy), за «Suck on the Marrow»
- Карен Теи Ямашита (Karen Tei Yamashita), за «I Hotel»
- Уилльям В. Кук (William W. Cook) и Джеймс Татум (James Tatum), за «African American Writers and Classical Tradition»
- Джералд Визенор (Gerald Vizenor), за «Shrouds of White Earth»
- Эрик Гансуорт (Eric Gansworth), за «Extra Indians»
- Иван Аргуэльес (Ivan Argüelles), за «The Death of Stalin»
- Джеффри Алан Арджент (Geoffrey Alan Argent), редактор, «The Complete Plays of Jean Racine: Volume 1: The Fratricides», переведенный Арджентом с французского
- Нила Васвани (Neela Vaswani), за «You Have Given Me a Country»
- Саша Пиментел Чакон (Sasha Pimentel Chacón), за «Insides She Swallowed»
- Мириам Хименес Роман (Miriam Jiménez Román) и Хуан Флорес (Juan Flores), редактор, за «The Afro-Latinо Reader: History of Culture in the United States»
- Кармен Хименес Смит (Carmen Giménez Smith), за «Bring Down the Little Birds»
- Луис Вальдес (Luis Valdez), за весомый вклад
- Джон А. Уилльямс (John A. Williams), за весомый вклад

### 2012
- Ання Чьедзадло (Annia Ciezadlo), за «Day of Honey: A Memoir of Food, Love, and War»
- Арлин Ким (Arlene Kim), за «What Have You Done to Our Ears to Make Us Hear Echoes?»
- Эд Бок Ли (Ed Bok Lee), за «Whorled»
- Адилифу Нама (Adilifu Nama), за «Super Black: American Pop Culture and Black Superheroes»
- Роб Никсон (Rob Nixon), за «Slow Violence and the Environmentalism of the Poor»
- Шенн Рей (Shann Ray), за «American Masculine»
- Элис Рирден (Alice Rearden), переводчик; Энн Фиенуп-Риордан (Ann Fienup-Riordan), редактор, за «Qaluyaarmiuni Nunamtenek Qanemciput: Our Nelson Island Stories»
- Туре (Touré), за «Who’s Afraid of Post-Blackness? What It Means to Be Black Now»
- Эми Уолдмен (Amy Waldman), за «The Submission»
- Мэри Вайнгарден (Mary Winegarden), за «The Translator’s Sister»
- Кевин Янг (Kevin Young), за «Ardency: A Chronicle of the Amistad Rebels»
- Юджин Б. Редмонд (Eugene B. Redmond), за весомый вклад

### 2013
- Уилл Александер (Will Alexander), за «Singing In Magnetic Hoofbeat: Essays, Prose, Texts, Interviews, and a Lecture», Essay Press
- Джейкоб М. Эппл (Jacob M. Appel), за «The Man Who Wouldn’t Stand Up», Cargo
- Филип П. Чой (Philip P. Choy), за «San Francisco Chinatown: A Guide To Its History & Architecture», City Lights
- Аманда Коплин (Amanda Coplin), за «The Orchardist», Harper Collins
- Натали Диас (Natalie Diaz), за «When My Brother Was An Aztec», Copper Canyon Press
- Луиза Эрдрих (Louise Erdrich), за «The Round House», Harper Collins
- Алан Гилберт (Alan Gilbert) американский академик, за «Black Patriots and Loyalists: Fighting for Emancipation in the War for Independence», Чикагский университет (University of Chicago)
- Джуди Гран (Judy Grahn), «A Simple Revolution: The Making of an Activist Poet», Aunt Lute Books
- Джой Харджо (Joy Harjo), за «Crazy Brave: A Memoir», W.W. Norton & Co.
- Деметрия Мартинес (Demetria Martinez), за «The Block Captain’s Daughter», Университет Оклахомы (University of Oklahoma Press)
- Дэниэл Абдал-Хей Мур (Daniel Abdal-Hayy Moore), за «Blood Songs», The Ecstatic Exchange
- Д. Г. Нанук Окпик (D. G. Nanouk Okpik), за «Corpse Whale», Университет Аризоны (University of Arizona Press)
- Сет Розенфелд (Seth Rosenfeld), за «Subversives: The FBI’s War On Student Radical and Reagan’s Rise to Power», Farrar, Straus & Giroux
- Кристофер Б. Тьютон (Christopher B. Teuton), за «Cherokee Stories of the Turtle Island Liar’s Club», Университет Северной Каролины (University of North Carolina)
- Лью Уэлч (Lew Welch), за «Ring of Bone: Collected Poems», City Lights
- Иван Аргуэльес (Ivan Argüelles), за весомый вклад
- Греил Маркус (Greil Marcus), за весомый вклад
- Флойд Салас (Floyd Salas), за весомый вклад

### 2014
- Эндрю Басевич (Andrew Bacevich), за «Breach of Trust: How Americans Failed Their Soldiers and Their Country», Metropolitan Books
- Джошуа Блум (Joshua Bloom) и Вальдо Е. Мартин (Waldo E. Martin), журналист, за «Black Against Empire»; «The History and Politics of the Black Panther Party», Университет Калифорнии (University of California Press)
- Хуан Дельгадо (Juan Delgado) поэт и Томас МакГоверн (Thomas McGovern) фотограф, за «Vital Signs», Heyday Books
- Алекс Эспиноса (Alex Espinoza), за «The Five Acts of Diego León», Random House
- Джонатан Скотт Холовей (Jonathan Scott Holloway), за «Jim Crow Wisdom: Memory and Identity in Black America Since 1940», Университет Северной Каролины (University of North Carolina Press)
- Джоан Навьюк Кейн (Joan Naviyuk Kane), за «Hyperboreal», Университет Питсбурга (University of Pittsburgh Press)
- Джемейка Кинкейд (Jamaica Kincaid), за «See Now Then», Farrar, Straus and Giroux
- Таня Олсон (Tanya Olson), за «Boyishly», YesYes Books
- Стерлинг Д. Пламп (Sterling D. Plumpp), за «Home/Bass», Third World Press
- Эмили Работо (Emily Raboteau), за «Searching For Zion: The Quest for Home in the African Diaspora», Atlantic Monthly Press
- Джером Ротенберг (Jerome Rothenberg) с Хериберто Ипез (Heriberto Yepez), за «Eye of Witness: A Jerome Rothenberg Reader», Commonwealth Books
- Ник Турс (Nick Turse), за «Kill Anything That Moves: The Real American War in Vietnam», Metropolitan Books
- Маргарет Ринкл (Margaret Wrinkle), за «Wash», Atlantic Monthly Press
- Кун Вун (Koon Woon), за «Water Chasing Water», Kaya Press
- Армонд Уайт (Armond White), Премия Anti-Цензура
- Майкл Паренти (Michael Parenti), за весомый вклад

### 2015
- Хишман Аиди (Hisham Aidi), за «Rebel Music: Race, Empire, and the New Muslim Youth Culture», Vintage
- Арлин Баяла (Arlene Biala), за «Her beckoning hands», Word Poetry
- Артур Донг (Arthur Dong), за «Forbidden City, USA: Chinese American Nightclubs, 1936—1970», DeepFocus Productions
- Роксанна Дунбар-Ортис (Roxanne Dunbar-Ortiz), за «An Indigenous People’s History of the United States», Beacon Press
- Питер Дж. Харрис (Peter J. Harris), за «The Black Man of Happiness», Black Man of Happiness Project
- Марлон Джеймс (Marlon James), за «A Brief History of Seven Killings», Riverhead Books
- Наоми Кляйн (Naomi Klein), за «This Changes Everything: Capitalism vs. The Climate», Simon & Schuster
- Лейла Лалами (Laila Lalami), за «The Moor’s Account», Pantheon
- Мануэль Луис Мартинес (Manuel Luis Martinez), за «Los Duros», Floricanto Press
- Крейг Сантос Перес(Craig Santos Perez), из неинкорпорированной территории [guma’], Omnidawn
- Карлос Сантана (Carlos Santana) с Эшли Кан (Ashley Kahn) и Хол Миллер (Hal Miller), за «The Universal Tone: Bringing My Story to Light», Little, Brown and Company
- Айра Сукрунгруан (Ira Sukrungruang), за «Southside Buddhist», Университет Тампы (University of Tampa Press)
- Астра Тейлор (Astra Taylor), за «The People’s Platform: Taking Back Power and Culture in the Digital Age», Henry Holt
- Энн Уолдман (Anne Waldman), за весомый вклад

### 2016
37-я ежегодная церемония Американской книжной премии состоялась 30 октября 2016 года в Джаз Центре, г. Сан-Франциско.
На которой были объявлены следующие лауреаты
- Лора Да' (Laura Da'), за «Tributaries», Университет Аризоны (University of Arizona).
- Сьюзан Муадди Даррадж (Susan Muaddi Darraj), за «Curious Land: Stories from Home», Университет Массачусетса(University of Massachusetts).
- Дипа Айер (Deepa Iyer), за «We Too Sing America: South Asian, Arab, Muslim, and Sikh Immigrants Shape Our Multicultural Future» (The New Press).
- Мэт Джонсон (Mat Johnson), за «Loving Day» (Spiegel & Grau).
- Джон Кин (John Keene), за «Counternarratives» (New Directions).
- Уильям Дж. Максвелл (William J. Maxwell), за «F.B. Eyes: How J. Edgar Hoover’s Ghostreaders Framed African American Literature», Принстонский университет (Princeton University).
- Лаурет Савой (Lauret Savoy), за «Trace: Memory, History, Race, and the American Landscape» (Counterpoint).
- Нед Саблетт (Ned Sublette) и Констанция Саблетт (Constance Sublette), за «The American Slave Coast: A History of the Slave-Breeding Industry» (Lawrence Hill Books).
- Хесус Сальвадор Тревиньо (Jesús Salvador Treviño), за «Return to Arroyo Grande» (Arte Público).
- Ник Торс (Nick Turse), за «Tomorrow’s Battlefield: U.S. Proxy Wars and Secret Ops in Africa» (Haymarket Books).
- Рэй Янг Бер (Ray Young Bear), за «Manifestation Wolverine: The Collected Poetry of Ray Young Bear» (Open Road Integrated Media).
- Луиза Мериветер (Louise Meriwether), за весомый вклад.
- Лайра Монтейро (Lyra Monteiro) и Ненси Айсенберг (Nancy Isenberg), за «Walter & Lillian Lowenfels Criticism Award».
- Читааниба Джонсон (Chiitaanibah Johnson), за «Andrew Hope Award».

### 2017[7]
- Рабия Чодри (Rabia Chaudry), за «Adnan’s Story: The Search for Truth and Justice After Serial», St. Martin’s Press
- Флорес А. Форбс (Flores A. Forbes), за «Invisible Men: A Contemporary Slave Narrative in the Era of Mass Incarceration», Skyhorse Publishing
- Яа Гьяси (Yaa Gyas), за «Homegoing», Knopf
- Холли Хьюз (Holly Hughes), за «Passings», Expedition Pres
- Ранда Джаррар (Randa Jarrar), за «Him, Me, Muhammad Ali», Sarabande Books
- Бернис Л. Макфадден (Bernice L. McFadden), за «The Book of Harlan», Akashic Books
- Брайан Д. Макиннес (Brian D. McInnes), за «Sounding Thunder: The Stories of Francis Pegahmagabow», Университет штата Мичиган (Michigan State University Press)
- Патрик Филлипс (Patrick Phillips), за «Blood at the Root: A Racial Cleansing in America», W. W. Norton & Company
- Вон Расберри (Vaughn Rasberry), за «Race and the Totalitarian Century: Geopolitics in the Black Literary Imagination», Гарвардский университет (Harvard University Press)
- Марк Энтони Ричардсон (Marc Anthony Richardson), за «Year of the Rat», Fiction Collective Two
- Шона Янг Раен (Shawna Yang Ryan), за «Green Island», Knopf
- Рут Сергел (Ruth Sergel), за «See You in the Streets: Art, Action, and Remembering the Triangle Shirtwaist Factory Fire», University of Iowa Press
- Солмаз Шариф (Solmaz Sharif), за «Look», Graywolf Press
- Адам Содофски (Adam Soldofsky), за «Memory Foam», Disorder Press
- Альфредо Веа (Alfredo Véa), за «The Mexican Flyboy», Университет Оклахомы (University of Oklahoma Press)
- Дин Вонг (Dean Wong), за «Seeing the Light: Four Decades in Chinatown», Chin Music Press
- Ненси Меркадо (Nancy Mercado), за весомый вклад
- Аммиель Алькалай (Ammiel Alcalay), Премия для редактора/издателя: Lost & Found: The CUNY Poetics Document Initiative